# Capitodiscus venusta
Capitodiscus venusta es una especie de ácaro del orden Mesostigmata de la familia Trachyuropodidae.

## Distribución geográfica
Se encuentra en Italia.